# Filip Kljajić
Filip Kljajić (* 16. srpna 1990 Bělehrad) je srbský fotbalista.

## Klubová kariéra
S kariérou začal v FK Hajduk Beograd v roce 2008. V roce 2014 přestoupil do FK Partizan. V sezónách 2014/15 a 2016/17 tým vyhrál Srbská SuperLiga. V roce 2020 přestoupil do Omiya Ardija.

## Reprezentační kariéra
Kljajić odehrál za srbský národní tým v roce 2016 celkem 1 reprezentační utkání.

## Statistiky
| Srbsko | Srbsko | Srbsko |
| Roky   | Záp.   | Góly   |
| ------ | ------ | ------ |
| 2016   | 1      | 0      |
| Celkem | 1      | 0      |

## Úspěchy

### Klubové
FK Partizan
- Srbská SuperLiga: 2014/15, 2016/17